# Agávéformák
Az agávéformák (Agavoideae) a spárgavirágúak (Asparagales) rendjének és a spárgafélék (Asparagaceae) családjának egyik alcsaládja. Korábban a liliomvirágúak rendjében önálló családnak (agávéfélék; Agavaceae) tekintették.
Számos jól ismert sivatagi és száraz égövi nemzetséget foglal össze, ismertebbek az agávé és a jukka. Az alcsaládba 18 nemzetség 550-600 faja (23 nemzetség 637 faja – Britannica, 2012) tartozik.

## Származásuk, elterjedésük
Fajai az egész világon megtalálhatók; főleg a trópusi, szubtrópusi és mérsékelt meleg régiókban.

## Megjelenésük, felépítésük
Az alcsalád közös morfológiai, sejttani, kemotaxonómiai sajátosságai az alábbiak:
- Nagy termetű, tőlevélrózsás szukkulens vagy üstökösfák, melyek szárában megjelenik a szekunder vastagodás. Nyalábrendszerüket erőteljes rostok szilárdítják. Törzsük szinte mindig rövid, és a felsorolt okokból gyakran elfásodik.
- Leveleik szukkulensek, dorziventrálisak vagy rostosak, lándzsásak, gyakran szúrós hegyűek, tövisesen szúrós élűek.
- Egyes nemzetségek (hapaxantikus genusok) a növény több év után fejleszt hatalmas virágzatot, majd az elvirágzás után a vegetatív test is elpusztul — például agavé (Agave) nemzetség.
- A virág takarólevelei forrtak, a porzók a lepel tövére vagy a lepelcső belső oldalára nőttek.
- Magházuk állása lehet felső (Yucca) vagy alsó (Agave).
- Beporozhatják őket molyok, madarak vagy denevérek is.
- Termésük tok, esetleg (ritkábban) bogyó (például Yucca nemzetség).
- Kromoszómaállományukra jellemző az erősen megosztott kariotípus: 5 nagy és 25 kisebb kromoszóma.
- Kemotaxonómiailag is feltérképezett a taxon: szapogenin- és szaponinvegyületeket nagy mennyiségben tartalmaznak
- Gyökerük rizóma jellegű.
- Virágzatuk fürt vagy sátor.

## Felhasználásuk
Szapogenin- és szaponinvegyületeik hatnak az állatok hormonális szabályozására, így fogamzásgátló tabletták gyártására használják őket.
Kedvelt dísznövények is vannak a családban. Kertekben, parkokban gyakran találkozni az Amerikából származó pálmaliliommal (jukka – Yucca filamentosa). A Yucca nemzetségnek közismert faja az Észak-Amerikában őshonos sivatagi üstökösfa, a 15 m magasra is megnövő Józsua-fa (Yucca brevifolia). További dísznövények kerülnek ki a sárkányfa (Dracaena) és a szanzavéra (Sansavieiria) nemzetségekből
Fontos trópusi rostnövények a szizál (Agave sisalana) és a henekén (Agave fourcroydes).
A közönséges agávé (Agave americana) levelektől megtisztított részének tiszta vagy cukrozott cefréjéből párolják a mezcalt, a tequilát pedig ugyanígy készítik a kék agávéból (Agave tequilana).
A fehér füzérvirágú tubarózsát (Polianthes tuberosa) értékes illóolajáért termesztik.

## Rendszerezésük
A család/alcsalád taxonómiai leírása sokat változott az évek során. Egyes nemzetségeket (például Cordyline és Dracaena) időnként leválasztanak róla egy különálló sárkányfafélék (Dracaenaceae) családba, bár az újabb kutatások szerint inkább egy nagyobb családba: csodabogyófélékbe (Ruscaceae) kellene összevonni őket. A Nolina, Beaucarnea és Dasylirion nemzetségeket néha Nolinaceae néven családba vonják össze, vagy a csodabogyófélékhez sorolják. Másrészt, a molekuláris rendszertan eredményei azt sugallják, hogy az Agavaceae-t ki kellene bővíteni:
- a Chlorogalum és
- a Camassia nemzetséggel, valamint
- az Anthericaceae család mintegy 22 nemzetségével.

Az APG II-rendszer osztályozása az agávéféléket néhány másik családdal (köztük a csodabogyófélékkel együtt a kiterjesztett spárgafélék (Asparagaceae) családjához sorolja. Az APG II megengedi némelyik család, köztük az Agavaceae különvételét, bár ebben az esetben javasolja a család kiterjesztését az Anemarrhenaceae és az Anthericaceae (benne: Anthericum és Paradisea), a Behniaceae és a Herreriaceae család nemzetségeivel. A legtöbb referencia az Agavaceae családot (különböző nemzetségekkel) az Asparagaceae-től különálló családként írja le. A Hesperocallis nemzetséget néha saját családba, a Hesperocallideaceae-be sorolják, bár az újabb eredmények szerint szorosan kapcsolódik az agávéfélékhez, és az abba sorolását javasolják (Pires et al. 2004).
Az APG III-rendszer alcsaládként a spárgafélékhez (Asparagaceae) sorolja őket.

### Nemzetségek
A különböző szerzők, illetve besorolások miatt átfedésekkel:
- agávé (Agave)
- Anemarrhena
- homokliliom (Anthericum)
- Behnia
- Beschorneria
- Bravoa
- Camassia
- Chlorogalum
- csokrosinda (Chlorophytum)
- Clistoyucca
- Echeandia
- Eremocrinum
- Furcraea
- Herreria
- Hesperaloe
- Hesperocallis
- Hesperoyucca
- árnyliliom (Hosta)
- Littaea
- Manfreda
- Paradisea
- Pasithea
- Tubarózsa (Polianthes Tuberosa)
- Prochnyanthes
- Pseudobravoa
- Samuela
- Thelionema
- pálmaliliom (Yucca)